# Кашихін Олег Васильович
Олег Васильович Кашихін (рос. Олег Васильевич Кашихин; нар. 23 травня 1938) — радянський футболіст, нападник.

## Життєпис
Вихованець ленінградського футболу. 1957 року — у складі «Зеніту», 1960 року — новгородського «Ільменя». 1961 року провів три домашні матчі за «Зеніт» — дебютував 17 липня у поєдинку проти московського «Спартака» (2:6), 27 липня у матчі проти ЦСКА (1:2) на 33 хвилині відкрив рахунок, третій матч — 30 вересня проти вільнюського «Спартака» (3:0). У 1961-1963 роках грав за «Хімік» (Сєвєродонецьк), у 1963 році — за СКА (Ленінград).